# Gubkin
Gubkin (în rusă Губкин) este un oraș din Regiunea Belgorod, Federația Rusă și are o populație de 86.083 locuitori.
1. ↑  OKTMO. 179/2016., accesat în 25 octombrie 2016